# Primera B Nacional 2009-2010
La Primera B Nacional 2009-2010 è stata la 24ª edizione del campionato argentino di calcio di seconda divisione. È iniziata il 21 agosto 2009 ed è terminata il 15 maggio 2010.

## Squadre partecipanti
| Club                    | Città                 | Stadio                                 | Stagione precedente           |
| ----------------------- | --------------------- | -------------------------------------- | ----------------------------- |
| Aldosivi                | Mar del Plata         | Stadio José María Minella              | 6°                            |
| All Boys                | Floresta              | Stadio Islas Malvinas                  | 9°                            |
| Atlético Rafaela        | Rafaela               | Stadio Nuevo Monumental                | 3°                            |
| Belgrano                | Córdoba               | Stadio Julio César Villagra            | 4°                            |
| Boca Unidos             | Corrientes            | Stadio José Antonio Romero Feris       | 1º Torneo Argentino A         |
| CAI                     | Comodoro Rivadavia    | Stadio Municipal de Comodoro Rivadavia | 19°                           |
| Defensa y Justicia      | Florencio Varela      | Stadio Norberto Tomaghello             | 14°                           |
| Dep. Merlo              | Parque San Martín     | Stadio José Manuel Moreno              | 2° in Primera B Metropolitana |
| Ferro Carril Oeste      | Buenos Aires          | Stadio Arquitecto Ricardo Etcheverri   | 7°                            |
| Gimnasia (J)            | San Salvador de Jujuy | Stadio 23 agosto                       | 20° in Primera División       |
| Independiente Rivadavia | Mendoza               | Stadio Bautista Gargantini             | 11°                           |
| Instituto (C)           | Córdoba               | Stadio Juan Domingo Perón              | 5°                            |
| Olimpo                  | Bahía Blanca          | Stadio Roberto Natalio Carminatti      | 17°                           |
| Platense                | Vicente López         | Stadio Ciudad de Vicente López         | 18°                           |
| Quilmes                 | Quilmes               | Stadio Centenario Ciudad de Quilmes    | 8°                            |
| San Martín (SJ)         | San Juan              | Stadio Ingeniero Hilario Sánchez       | 13°                           |
| San Martín (T)          | San Miguel de Tucumán | Stadio La Ciudadela                    | 19° in Primera División       |
| Sp. Italiano            | Cuidad Evita          | Stadio República de Italia             | 1° in Primera B Metropolitana |
| Tiro Federal            | Rosario               | Stadio Fortín de Ludueña               | 10°                           |
| Unión (SF)              | Santa Fe              | Stadio 15 aprile                       | 15°                           |

## Classifica finale
|  | Pos. | Squadra                 | Pt | G  | V  | N  | P  | GF | GS | DR  |
|  | ---- | ----------------------- | -- | -- | -- | -- | -- | -- | -- | --- |
|  | 1.   | Olimpo                  | 71 | 38 | 19 | 14 | 5  | 50 | 24 | +26 |
|  | 2.   | Quilmes                 | 64 | 38 | 17 | 13 | 8  | 39 | 31 | +8  |
|  | 3.   | Atlético Rafaela        | 63 | 38 | 18 | 9  | 11 | 53 | 35 | +18 |
|  | 4.   | All Boys                | 63 | 38 | 19 | 6  | 13 | 45 | 37 | +8  |
|  | 5.   | Instituto (C)           | 60 | 38 | 16 | 12 | 10 | 39 | 29 | +10 |
|  | 6.   | Belgrano                | 57 | 38 | 15 | 12 | 11 | 47 | 41 | +6  |
|  | 7.   | San Martín (SJ)         | 56 | 38 | 14 | 14 | 10 | 48 | 39 | +9  |
|  | 8.   | Gimnasia (J)            | 54 | 38 | 14 | 12 | 12 | 34 | 37 | −3  |
|  | 9.   | Unión (SF)              | 53 | 38 | 14 | 11 | 13 | 54 | 49 | +5  |
|  | 10.  | Defensa y Justicia      | 52 | 38 | 14 | 10 | 14 | 54 | 53 | +1  |
|  | 11.  | San Martín (T)          | 50 | 38 | 12 | 14 | 12 | 39 | 41 | −2  |
|  | 12.  | Ferro Carril Oeste      | 49 | 38 | 12 | 13 | 13 | 36 | 39 | −3  |
|  | 13.  | Boca Unidos             | 48 | 38 | 11 | 15 | 12 | 42 | 48 | −6  |
|  | 14.  | Platense                | 47 | 38 | 11 | 14 | 13 | 39 | 40 | −1  |
|  | 15.  | Independiente Rivadavia | 47 | 38 | 12 | 11 | 15 | 47 | 58 | −11 |
|  | 16.  | Dep. Merlo              | 46 | 38 | 12 | 10 | 16 | 35 | 44 | −9  |
|  | 17.  | Tiro Federal            | 44 | 38 | 12 | 8  | 18 | 52 | 53 | −1  |
|  | 18.  | CAI                     | 43 | 38 | 11 | 10 | 17 | 47 | 52 | −5  |
|  | 19.  | Aldosivi                | 42 | 38 | 12 | 6  | 20 | 44 | 54 | −10 |
|  | 20.  | Sp. Italiano            | 22 | 38 | 6  | 4  | 28 | 34 | 74 | −40 |

Aggiornato al 18 giugno 2009. Fonte: AFA
      Promossa in Primera División 2010-2011.
  Ammesse ai play-off.

## Retrocessione
Le squadre con affiliazione diretta all'AFA, cioè quelle provenienti dalla città di Buenos Aires, dalla sua area metropolitana e dalla città di Rosario, vengono retrocesse in Primera B Metropolitana, mentre quelle con affiliazione indiretta vengono relegate nel Torneo Argentino A. La 17ª e la 18ª classificata affrontano le vincitrici del torneo Reducido delle due categorie inferiori per l'eventuale retrocessione.
Le due squadre con il peggior promedio retrocedono nel torneo corrispondente alla propria affiliazione.
| Pos. | Club                    | 2007-08 | 2008-09 | 2009-10 | Totale | Giocate | Media | Affiliazione |
| ---- | ----------------------- | ------- | ------- | ------- | ------ | ------- | ----- | ------------ |
| 1.   | Atlético Rafaela        | 53      | 62      | 53      | 178    | 114     | 1.561 | Indiretta    |
| 2.   | Belgrano                | 56      | 62      | 57      | 175    | 114     | 1.535 | Indiretta    |
| 3.   | San Martín (T)          | 66      | —       | 50      | 116    | 76      | 1.526 | Indiretta    |
| 4.   | Quilmes                 | 55      | 51      | 64      | 170    | 114     | 1.491 | Diretta      |
| 5.   | All Boys                | —       | 50      | 63      | 113    | 76      | 1.487 | Diretta      |
| 6.   | Olimpo                  | —       | 40      | 71      | 111    | 76      | 1.461 | Diretta      |
| 7.   | Gimnasia (J)            | —       | —       | 54      | 54     | 38      | 1.421 | Indiretta    |
| 8.   | Instituto (C)           | 43      | 59      | 60      | 162    | 114     | 1.421 | Indiretta    |
| 9.   | San Martín (SJ)         | —       | 49      | 58      | 107    | 76      | 1.408 | Indiretta    |
| 10.  | Unión (SF)              | 56      | 49      | 53      | 158    | 114     | 1.386 | Diretta      |
| 11.  | Ferro Carril Oeste      | 51      | 52      | 48      | 151    | 114     | 1.325 | Diretta      |
| 12.  | Tiro Federal            | 54      | 50      | 44      | 148    | 114     | 1.298 | Indiretta    |
| 13.  | Aldosivi                | 48      | 57      | 48      | 147    | 114     | 1.289 | Indiretta    |
| 14.  | Boca Unidos             | —       | —       | 48      | 48     | 38      | 1.263 | Indiretta    |
| 15.  | Defensa y Justicia      | 43      | 49      | 52      | 144    | 114     | 1.263 | Diretta      |
| 16.  | Independiente Rivadavia | 47      | 50      | 47      | 144    | 114     | 1.263 | Indiretta    |
| 17.  | Dep. Merlo              | —       | —       | 46      | 46     | 38      | 1.211 | Diretta      |
| 18.  | CAI                     | 51      | 36      | 43      | 130    | 114     | 1.140 | Indiretta    |
| 19.  | Platense                | 41      | 37      | 49      | 127    | 114     | 1.114 | Diretta      |
| 20.  | Sp. Italiano            | —       | —       | 22      | 22     | 38      | 0.579 | Diretta      |

Aggiornato al 18 giugno 2009. Fonte: AFA

## Play-off
i 3° e i 4° classificati giocano contro i 17° e i 18° della classifica retrocessione della Primera División.
| Squadra 1        | Totale | Squadra 2       | Andata | Ritorno |
| ---------------- | ------ | --------------- | ------ | ------- |
| All Boys         | 4 - 1  | Rosario Central | 1 - 1  | 3 - 0   |
| Atlético Rafaela | 2 - 3  | Gimnasia (LP)   | 1 - 0  | 1 - 3   |

### Verdetti
- All Boys promossa in Primera División 2010-2011
- Atlético Rafaela resta in Primera B Nacional

## Play-out
| Squadra 1     | Totale | Squadra 2  | Andata | Ritorno |
| ------------- | ------ | ---------- | ------ | ------- |
| Sarmiento (J) | 0 - 2  | Dep. Merlo | 0 - 1  | 0 - 1   |
| Santamarina   | 2 - 7  | CAI        | 2 - 2  | 0 - 5   |

### Verdetti
- Dep. Merlo e  CAI restano in Primera B Nacional